# エレーナ・ローランド
エレーナ・ローランド（Helena Rowland、1999年9月19日 - ）は、イングランドの女子ラグビー選手。

## プロフィール
- イングランド出身。
- ポジションはスタンドオフ(SO)。
- 身長 168cm、体重 66kg
- 7人制イングランド代表に選ばれたことがある[1]。
- 女子イングランド代表キャップは6（2022年12月現在）。

## 略歴
2021年、東京五輪の7人制女子イギリス代表スコッドに選ばれた。
2022年、ラグビーワールドカップ2021の女子イングランド代表に選ばれて、レッド・ローズ2大会連続準優勝に貢献。